# Население Ленинградской области
Численность населения Ленинградской области по данным Росстата составляет 2 059 479 чел. (2025). Плотность населения — 24,54 чел./км² (2025). Городское население — 
65,4 % (2022).

## Динамика
| 1926       | 1937       | 1941       | 1944       | 1959       | 1970       | 1979       | 1987       | 1989       | 1990       | 1991       | 1992       |
| ---------- | ---------- | ---------- | ---------- | ---------- | ---------- | ---------- | ---------- | ---------- | ---------- | ---------- | ---------- |
| 3 450 653  | ↗4 017 269 | ↘1 547 300 | ↘213 300   | ↗1 244 991 | ↗1 435 729 | ↗1 519 165 | ↗1 655 000 | ↗1 661 173 | ↗1 667 280 | ↗1 675 188 | ↗1 678 862 |
| 1993       | 1994       | 1995       | 1996       | 1997       | 1998       | 1999       | 2000       | 2001       | 2002       | 2003       | 2004       |
| ↗1 680 519 | ↘1 676 115 | ↗1 682 657 | ↗1 685 480 | ↗1 689 067 | ↗1 692 972 | ↗1 693 301 | ↘1 686 716 | ↘1 680 358 | ↘1 669 205 | ↘1 667 150 | ↘1 659 917 |
| 2005       | 2006       | 2007       | 2008       | 2009       | 2010       | 2011       | 2012       | 2013       | 2014       | 2015       | 2016       |
| ↘1 652 923 | ↘1 643 888 | ↘1 637 737 | ↘1 633 350 | ↘1 631 894 | ↗1 716 868 | ↗1 718 581 | ↗1 733 907 | ↗1 751 135 | ↗1 763 924 | ↗1 775 540 | ↗1 778 857 |
| 2017       | 2018       | 2019       | 2020       | 2021       | 2022       | 2023       | 2024       | 2025       |            |            |            |
| ↗1 791 916 | ↗1 813 816 | ↗1 847 867 | ↗1 875 872 | ↗2 000 997 | ↗2 006 022 | ↗2 023 767 | ↗2 035 762 | ↗2 059 479 |            |            |            |

## Размещение
Численность населения на 14 октября 2010 года составила 1712,7 тыс. чел. (перепись 2010 года) , что составляет 1,20 % населения России. По этому показателю область занимает 27-е место в стране. C переписи 2002 года численность населения увеличилась на 43,5 тысячи человек.
Плотность населения 22.01 человек на км². Наиболее населёнными являются районы, прилегающие к Санкт-Петербургу, наименее населёнными — восточные районы.
Части территорий Выборгского, Всеволожского, Кировского, Тосненского, Гатчинского и Ломоносовского районов входят в состав Санкт-Петербургской городской агломерации. Около 150 тыс. жителей области работают на предприятиях и организациях Санкт-Петербурга, тысячи студентов, проживающих в области, учатся в петербургских высших и средних специальных учебных заведениях. Несколько сотен тысяч петербуржцев имеют садовые участки и дачи в Ленинградской области.
В области расположены 34 города и 36 городских посёлков. Крупнейшим городом является Мурино (104,6 тыс. чел), самым малым — Высоцк (1,1 тыс. чел.). Старейшими городами области являются Выборг (с 1293 года) и Приозерск (с 1295 года), самыми молодыми — Кудрово (с 2018 года) , Мурино (с 2019 года) и Колтуши (с 2023 года). Крупнейшими посёлками городского типа являются Янино-1, Рощино, Вырица и Сиверский.
Численность сельского населения составила по переписи 2010 года 584 681 человек, на 1 января 2012 года — 600 142 человек или 34,61 %. В области насчитывается 31 сельский населённый пункт с численностью населения более 3 тыс. чел., в них в совокупности проживает 139,9 тыс. человек. В основном, крупные сельские населённые пункты находятся в окрестностях Санкт-Петербурга. Крупнейшими сельскими населёнными пунктами области являются Новое Девяткино, Тельмана и Бугры. Древнейшим русским поселением на территории области считается Старая Ладога, основанная в 753 году.
Также в Ленинградской области расположено большое количество садоводств, крупнейшими из которых являются массивы Мшинская в Лужском районе и Пупышево в Волховском.
Около 45 % населения находится в трудоспособном возрасте. При этом 39 % из них заняты в промышленности, 34 % — в сфере услуг, 18 % — в сельском хозяйстве, 9 % — на транспорте.

## Естественное движение населения

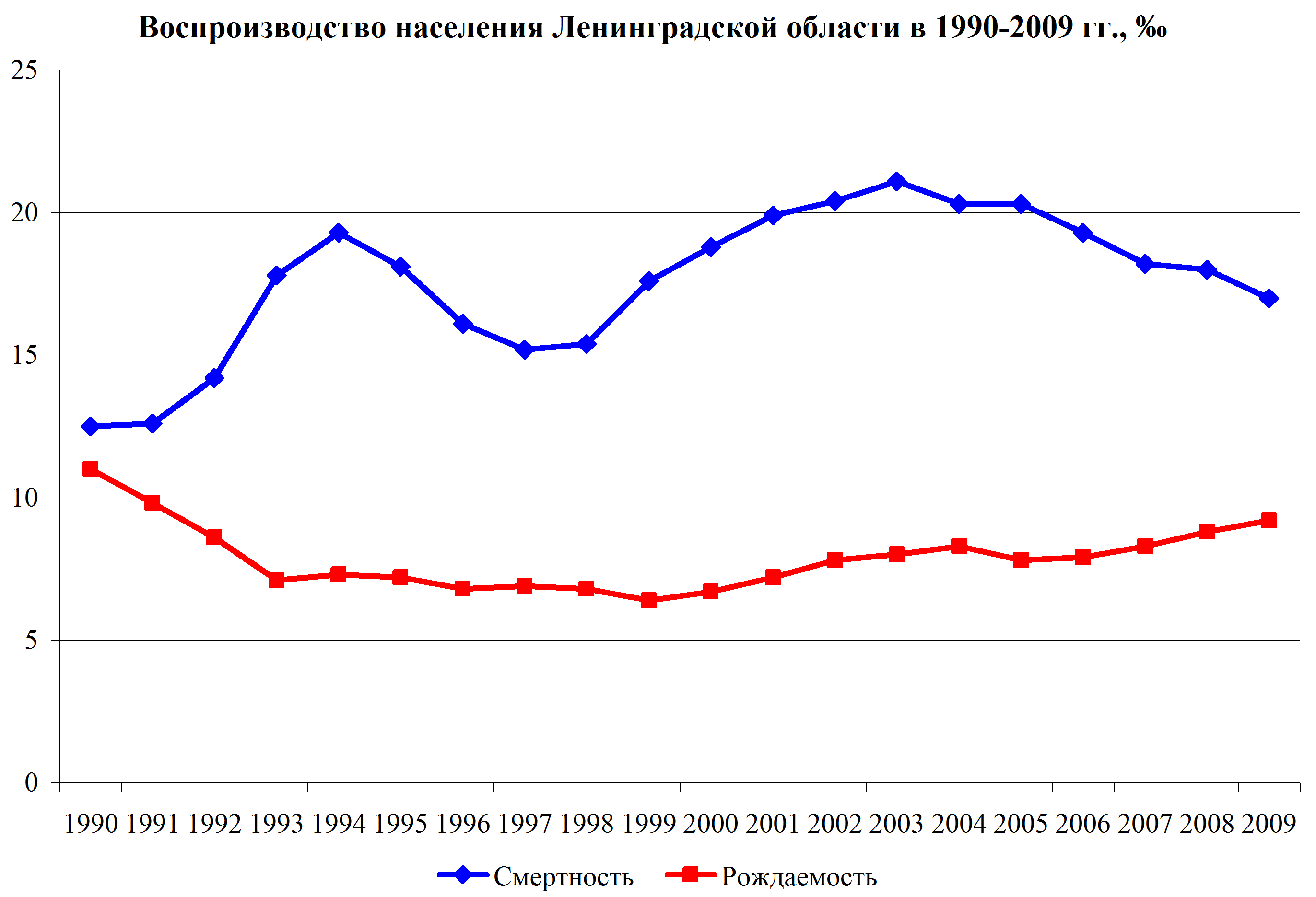

| Рождаемость (число родившихся на 1000 человек населения) | Рождаемость (число родившихся на 1000 человек населения) | Рождаемость (число родившихся на 1000 человек населения) | Рождаемость (число родившихся на 1000 человек населения) | Рождаемость (число родившихся на 1000 человек населения) | Рождаемость (число родившихся на 1000 человек населения) | Рождаемость (число родившихся на 1000 человек населения) | Рождаемость (число родившихся на 1000 человек населения) | Рождаемость (число родившихся на 1000 человек населения) |
| 1970                                                     | 1975                                                     | 1980                                                     | 1985                                                     | 1990                                                     | 1995                                                     | 1996                                                     | 1997                                                     | 1998                                                     |
| -------------------------------------------------------- | -------------------------------------------------------- | -------------------------------------------------------- | -------------------------------------------------------- | -------------------------------------------------------- | -------------------------------------------------------- | -------------------------------------------------------- | -------------------------------------------------------- | -------------------------------------------------------- |
| 11,9                                                     | ↗13,7                                                    | ↗14,1                                                    | ↗14,5                                                    | ↘11                                                      | ↘7,2                                                     | ↘6,9                                                     | →6,9                                                     | →6,9                                                     |
| 1999                                                     | 2000                                                     | 2001                                                     | 2002                                                     | 2003                                                     | 2004                                                     | 2005                                                     | 2006                                                     | 2007                                                     |
| ↘6,5                                                     | ↗6,8                                                     | ↗7,3                                                     | ↗7,8                                                     | ↗8                                                       | ↗8,3                                                     | ↘7,8                                                     | ↗7,9                                                     | ↗8,3                                                     |
| 2008                                                     | 2009                                                     | 2010                                                     | 2011                                                     | 2012                                                     | 2013                                                     | 2014                                                     |                                                          |                                                          |
| ↗8,8                                                     | ↗9,2                                                     | ↘8,8                                                     | ↘8,7                                                     | ↗9                                                       | →9                                                       | ↗9,1                                                     |                                                          |                                                          |

| Смертность (число умерших на 1000 человек населения) | Смертность (число умерших на 1000 человек населения) | Смертность (число умерших на 1000 человек населения) | Смертность (число умерших на 1000 человек населения) | Смертность (число умерших на 1000 человек населения) | Смертность (число умерших на 1000 человек населения) | Смертность (число умерших на 1000 человек населения) | Смертность (число умерших на 1000 человек населения) | Смертность (число умерших на 1000 человек населения) |
| 1970                                                 | 1975                                                 | 1980                                                 | 1985                                                 | 1990                                                 | 1995                                                 | 1996                                                 | 1997                                                 | 1998                                                 |
| ---------------------------------------------------- | ---------------------------------------------------- | ---------------------------------------------------- | ---------------------------------------------------- | ---------------------------------------------------- | ---------------------------------------------------- | ---------------------------------------------------- | ---------------------------------------------------- | ---------------------------------------------------- |
| 9,3                                                  | ↗10,1                                                | ↗11,7                                                | ↗12,1                                                | ↗12,5                                                | ↗18,2                                                | ↘16,2                                                | ↘15,3                                                | ↗15,5                                                |
| 1999                                                 | 2000                                                 | 2001                                                 | 2002                                                 | 2003                                                 | 2004                                                 | 2005                                                 | 2006                                                 | 2007                                                 |
| ↗17,8                                                | ↗18,9                                                | ↗20,1                                                | ↗20,6                                                | ↗21,1                                                | ↘20,3                                                | →20,3                                                | ↘19,3                                                | ↘18,2                                                |
| 2008                                                 | 2009                                                 | 2010                                                 | 2011                                                 | 2012                                                 | 2013                                                 | 2014                                                 |                                                      |                                                      |
| ↘18                                                  | ↘17                                                  | ↘15,8                                                | ↘14,8                                                | ↘14,7                                                | ↘14,6                                                | →14,6                                                |                                                      |                                                      |

| Естественный прирост населения (на 1000 человек населения, знак (-) означает естественную убыль населения) | Естественный прирост населения (на 1000 человек населения, знак (-) означает естественную убыль населения) | Естественный прирост населения (на 1000 человек населения, знак (-) означает естественную убыль населения) | Естественный прирост населения (на 1000 человек населения, знак (-) означает естественную убыль населения) | Естественный прирост населения (на 1000 человек населения, знак (-) означает естественную убыль населения) | Естественный прирост населения (на 1000 человек населения, знак (-) означает естественную убыль населения) | Естественный прирост населения (на 1000 человек населения, знак (-) означает естественную убыль населения) | Естественный прирост населения (на 1000 человек населения, знак (-) означает естественную убыль населения) | Естественный прирост населения (на 1000 человек населения, знак (-) означает естественную убыль населения) |
| 1970 | 1975 | 1980 | 1985 | 1990 | 1995 | 1996 | 1997 | 1998 |
| --- | --- | --- | --- | --- | --- | --- | --- | --- |
| 2,6 | ↗3,6 | ↘2,4 | →2,4 | ↘−1,5 | ↘−11 | ↗−9,3 | ↗−8,4 | ↘−8,6 |
| 1999 | 2000 | 2001 | 2002 | 2003 | 2004 | 2005 | 2006 | 2007 |
| ↘−11,3 | ↘−12,1 | ↘−12,8 | →−12,8 | ↘−13,1 | ↗−12 | ↘−12,5 | ↗−11,4 | ↗−9,9 |
| 2008 | 2009 | 2010 | 2011 | 2012 | 2013 | 2014 | | |
| ↗−9,2 | ↗−7,8 | ↗−7 | ↗−6,1 | ↗−5,7 | ↗−5,6 | ↗−5,5 | | |

| Ожидаемая продолжительность жизни при рождении (число лет) | Ожидаемая продолжительность жизни при рождении (число лет) | Ожидаемая продолжительность жизни при рождении (число лет) | Ожидаемая продолжительность жизни при рождении (число лет) | Ожидаемая продолжительность жизни при рождении (число лет) | Ожидаемая продолжительность жизни при рождении (число лет) | Ожидаемая продолжительность жизни при рождении (число лет) | Ожидаемая продолжительность жизни при рождении (число лет) | Ожидаемая продолжительность жизни при рождении (число лет) |
| 1990                                                       | 1991                                                       | 1992                                                       | 1993                                                       | 1994                                                       | 1995                                                       | 1996                                                       | 1997                                                       | 1998                                                       |
| ---------------------------------------------------------- | ---------------------------------------------------------- | ---------------------------------------------------------- | ---------------------------------------------------------- | ---------------------------------------------------------- | ---------------------------------------------------------- | ---------------------------------------------------------- | ---------------------------------------------------------- | ---------------------------------------------------------- |
| 68,3                                                       | ↘67,9                                                      | ↘66                                                        | ↘62,5                                                      | ↘61,3                                                      | ↗62,3                                                      | ↗65                                                        | ↗66,4                                                      | ↗66,7                                                      |
| 1999                                                       | 2000                                                       | 2001                                                       | 2002                                                       | 2003                                                       | 2004                                                       | 2005                                                       | 2006                                                       | 2007                                                       |
| ↘64,2                                                      | ↘63                                                        | ↘62                                                        | ↘61,9                                                      | ↘61,4                                                      | ↗62                                                        | →62                                                        | ↗63,1                                                      | ↗64,6                                                      |
| 2008                                                       | 2009                                                       | 2010                                                       | 2011                                                       | 2012                                                       | 2013                                                       |                                                            |                                                            |                                                            |
| ↗65,2                                                      | ↗66,7                                                      | ↗68,1                                                      | ↗69,4                                                      | ↗69,8                                                      | ↗70,4                                                      |                                                            |                                                            |                                                            |

*
Соотношение мужчин и женщин (данные Росстат)
| Год  | Количество женщин на 1000 мужчин |
| ---- | -------------------------------- |
| 2005 | 1181                             |
| 2010 | 1151                             |
| 2011 | 1146                             |
| 2012 | 1134                             |
| 2013 | 1129                             |
| 2014 | 1128                             |
| 2015 | 1137                             |
| 2016 | 1136                             |
| 2017 | 1131                             |
| 2018 | 1134                             |
| 2019 | 1135                             |

Демографическая ситуация в области в постсоветский период характеризуется естественной убылью населения. Уже в 1990 году в регионе отмечалась естественная убыль населения (—1,5 ‰), которая в начале 1990-х годов стала стремительно увеличиваться за счет как снижения рождаемости, так и стремительному росту смертности. Первый пик депопуляции в Ленинградской области, как и во всей России, пришёлся на 1994 год, когда коэффициент естественной убыли достиг 12,0 ‰ (рождаемость — 7,3 ‰, смертность — 19,3 ‰). Затем этот показатель несколько снизился благодаря некоторому уменьшению смертности. Однако с 1998 года смертность в области снова стала расти, достигнув в 2003 году пиковой отметки в 21,1 ‰. Естественная убыль в этом году также достигла постсоветского максимума в 13,1 ‰. С 2004 года в регионе наблюдается устойчивое снижение смертности и рост рождаемости, однако вплоть до настоящего времени депопуляция в регионе остается, и уровень её довольно высок (-0,55 %в год). За двадцатилетие 1990—2009 годов суммарные потери региона от депопуляции составили 323,8 тысяч человек. Это составляет 19,4 % предкризисной численности населения области.
В 2009 году коэффициент рождаемости составил 9,2 ‰ (крайне низкий даже по Российским меркам), смертности — 17,0 ‰ (это относительно средний показатель западных регионов России). Ожидаемая продолжительность жизни при рождении на 2007 год — 64,58 года. По уровню коэффициента естественной убыли Ленинградская область в 2009 году занимала 8-е место в России «снизу», уступая только Ивановской, Тамбовской, Смоленской, Тверской, Новгородской, Тульской и Псковской областям. Таким образом, на сегодня область продолжает относиться к числу российских регионов с наиболее неблагоприятной демографической обстановкой.
По уровню рождаемости Ленобласть занимает последнее место в РФ .
Для преодоления этой ситуации принимаются различные меры. Одним из мероприятий, направленных на улучшение демографической ситуации, является развитие системы здравоохранения области. Оценка работы системы будет производиться по результатам ежегодного мониторинга следующих показателей:
- Динамика уровня смертности
- Средняя продолжительность временной нетрудоспособности
- Удельный вес детей первой и второй групп здоровья в образовательных учреждениях
- Стоимость единицы объёма оказанной медицинской помощи[66].

## Национальный состав

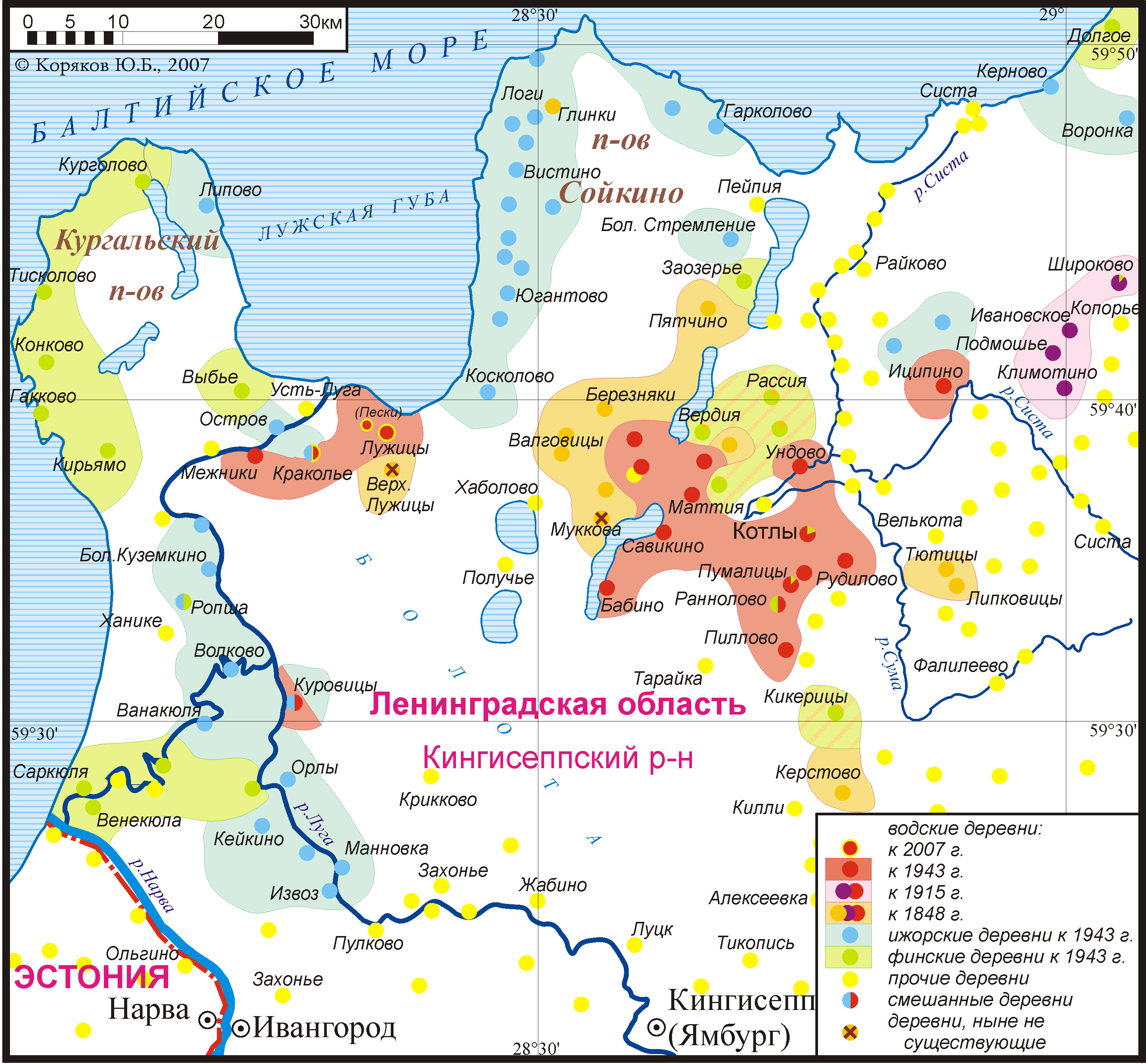
Этнографическая карта поселений води, ижоры и ингерманландцев на западе Ленинградской области

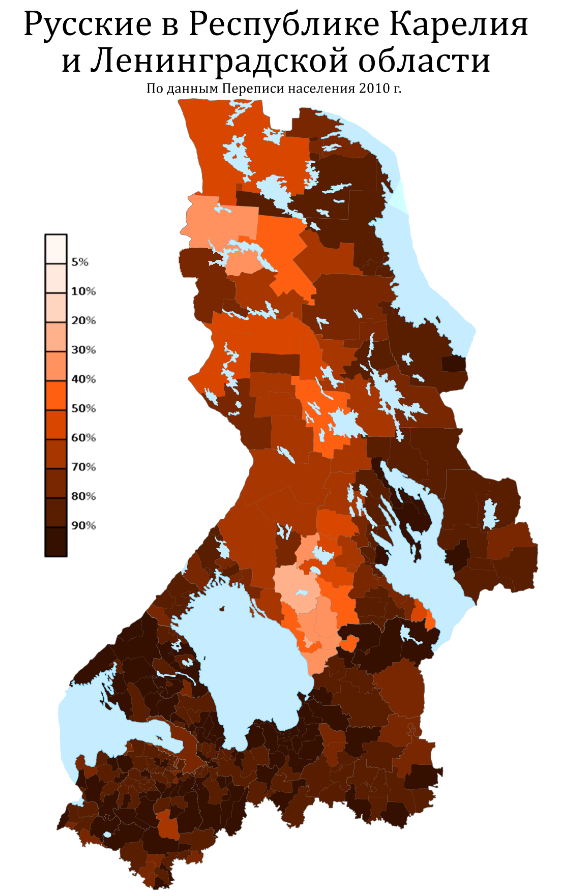
Русские в Карелии и Ленинградской области в %, перепись 2010 г.

По национальному составу подавляющее большинство жителей области — русские. Также проживает значительное количество лиц других славянских наций — украинцев, белорусов.
Число жителей коренных финно-угорских народностей — вепсов, карел, ижоры, води, ингерманландцев — невелико. В посёлке Винницы Подпорожского района расположен Центр вепсской культуры. В посёлке Вистино — Ижорский музей. В Кингисеппском районе есть Музей истории и культуры води в деревне Лужицы.
За последние годы увеличилась численность крупных этнических общностей — армян, азербайджанцев, узбеков, таджиков, молдаван.
|                           | 1959 чел. | %        | 1989 чел. | %        | 2002 чел. | % от всего | % от указав- ших нацио- наль- ность | 2010 чел. | % от всего | % от указав- ших нацио- наль- ность |
| ------------------------- | --------- | -------- | --------- | -------- | --------- | ---------- | ----------------------------------- | --------- | ---------- | ----------------------------------- |
| всего                     | 1244991   | 100,00 % | 1653723   | 100,00 % | 1669205   | 100,00 %   |                                     | 1716868   | 100,00 %   |                                     |
| Русские                   | 1140180   | 91,58 %  | 1502901   | 90,88 %  | 1495295   | 89,58 %    | 91,73 %                             | 1485905   | 86,55 %    | 92,75 %                             |
| Украинцы                  | 24376     | 1,96 %   | 49182     | 2,97 %   | 41842     | 2,51 %     | 2,57 %                              | 31769     | 1,85 %     | 1,98 %                              |
| Белорусы                  | 19069     | 1,53 %   | 33704     | 2,04 %   | 26290     | 1,58 %     | 1,61 %                              | 16830     | 0,98 %     | 1,05 %                              |
| Татары                    | 4330      | 0,35 %   | 7757      | 0,47 %   | 9432      | 0,57 %     | 0,58 %                              | 8693      | 0,51 %     | 0,54 %                              |
| Армяне                    | 491       | 0,04 %   | 1761      | 0,11 %   | 5518      | 0,33 %     | 0,34 %                              | 7072      | 0,41 %     | 0,44 %                              |
| Узбеки                    |           |          | 1188      | 0,07 %   | 1001      | 0,06 %     | 0,06 %                              | 6717      | 0,39 %     | 0,42 %                              |
| Азербайджанцы             |           |          | 1920      | 0,12 %   | 3855      | 0,23 %     | 0,24 %                              | 4574      | 0,27 %     | 0,29 %                              |
| Финны                     | 20043     | 1,61 %   | 11833     | 0,72 %   | 7930      | 0,48 %     | 0,49 %                              | 4366      | 0,25 %     | 0,27 %                              |
| Цыгане                    | 2346      | 0,19 %   | 4215      | 0,25 %   | 4573      | 0,27 %     | 0,28 %                              | 3885      | 0,23 %     | 0,24 %                              |
| Таджики                   |           |          | 554       | 0,03 %   | 814       | 0,05 %     | 0,05 %                              | 2977      | 0,17 %     | 0,19 %                              |
| Молдаване                 | 482       | 0,04 %   | 1909      | 0,12 %   | 1977      | 0,12 %     | 0,12 %                              | 2698      | 0,16 %     | 0,17 %                              |
| Чуваши                    | 1065      | 0,09 %   | 3156      | 0,19 %   | 2817      | 0,17 %     | 0,17 %                              | 2065      | 0,12 %     | 0,13 %                              |
| Немцы                     | 669       | 0,05 %   | 1775      | 0,11 %   | 2372      | 0,14 %     | 0,15 %                              | 1722      | 0,10 %     | 0,11 %                              |
| Грузины                   | 281       | 0,02 %   | 760       | 0,05 %   | 1568      | 0,09 %     | 0,10 %                              | 1567      | 0,09 %     | 0,10 %                              |
| Мордва                    | 1143      | 0,09 %   | 2542      | 0,15 %   | 2139      | 0,13 %     | 0,13 %                              | 1465      | 0,09 %     | 0,09 %                              |
| Вепсы                     | 8026      | 0,64 %   | 4273      | 0,26 %   | 2019      | 0,12 %     | 0,12 %                              | 1380      | 0,08 %     | 0,09 %                              |
| Карелы                    | 3463      | 0,28 %   | 3371      | 0,20 %   | 2057      | 0,12 %     | 0,13 %                              | 1345      | 0,08 %     | 0,08 %                              |
| Евреи                     | 6053      | 0,49 %   | 3587      | 0,22 %   | 1734      | 0,10 %     | 0,11 %                              | 1208      | 0,07 %     | 0,08 %                              |
| Корейцы                   |           |          | 577       | 0,03 %   | 1030      | 0,06 %     | 0,06 %                              | 1122      | 0,07 %     | 0,07 %                              |
| Поляки                    | 2392      | 0,19 %   | 1962      | 0,12 %   | 1641      | 0,10 %     | 0,10 %                              | 1028      | 0,06 %     | 0,06 %                              |
| Башкиры                   |           |          | 838       | 0,05 %   | 1102      | 0,07 %     | 0,07 %                              | 978       | 0,06 %     | 0,06 %                              |
| Казахи                    |           |          | 1026      | 0,06 %   | 779       | 0,05 %     | 0,05 %                              | 907       | 0,05 %     | 0,06 %                              |
| Лезгины                   |           |          | 344       | 0,02 %   | 737       | 0,04 %     | 0,05 %                              | 900       | 0,05 %     | 0,06 %                              |
| Киргизы                   |           |          | 583       | 0,04 %   | 133       | 0,01 %     | 0,01 %                              | 871       | 0,05 %     | 0,05 %                              |
| Эстонцы                   | 5826      | 0,47 %   | 2642      | 0,16 %   | 1409      | 0,08 %     | 0,09 %                              | 772       | 0,04 %     | 0,05 %                              |
| Марийцы                   |           |          | 946       | 0,06 %   | 981       | 0,06 %     | 0,06 %                              | 755       | 0,04 %     | 0,05 %                              |
| Удмурты                   |           |          | 1158      | 0,07 %   | 959       | 0,06 %     | 0,06 %                              | 753       | 0,04 %     | 0,05 %                              |
| Осетины                   |           |          | 363       | 0,02 %   | 466       | 0,03 %     | 0,03 %                              | 587       | 0,03 %     | 0,04 %                              |
| Аварцы                    |           |          | 187       | 0,01 %   | 567       | 0,03 %     | 0,03 %                              | 573       | 0,03 %     | 0,04 %                              |
| Литовцы                   | 884       | 0,07 %   | 1081      | 0,07 %   | 749       | 0,04 %     | 0,05 %                              | 535       | 0,03 %     | 0,03 %                              |
|                           |           |          |           |          |           |            |                                     |           |            |                                     |
| Ижорцы                    | 329       | 0,03 %   | 276       | 0,02 %   | 177       | 0,01 %     | 0,01 %                              | 169       | 0,01 %     | 0,01 %                              |
| Водь                      |           |          |           |          | 12        | 0,00 %     | 0,00 %                              | 33        | 0,00 %     | 0,00 %                              |
| другие                    | 3543      | 0,28 %   | 5162      | 0,31 %   | 6202      | 0,37 %     | 0,38 %                              | 5900      | 0,34 %     | 0,37 %                              |
| указали национальность    | 1244991   | 100,00 % | 1653533   | 99,99 %  | 1630177   | 97,66 %    | 100,00 %                            | 1602121   | 93,32 %    | 100,00 %                            |
| не указали национальность |           |          | 190       | 0,01 %   | 39028     | 2,34 %     |                                     | 114747    | 6,68 %     |                                     |

По итогам переписи населения 2020 года проживали следующие национальности (национальности менее 0,1 % и другое, см. в сноске к строке «Другие»):
| Национальность | Численность, чел. | Доля     |
| -------------- | ----------------- | -------- |
| Русские        | 1 642 897         | 82,10 %  |
| Украинцы       | 12 905            | 0,64 %   |
| Узбеки         | 7797              | 0,39 %   |
| Белорусы       | 7527              | 0,38 %   |
| Татары         | 6805              | 0,34 %   |
| Армяне         | 6182              | 0,31 %   |
| Таджики        | 4896              | 0,24 %   |
| Азербайджанцы  | 3814              | 0,19 %   |
| Киргизы        | 2004              | 0,10 %   |
| Другие         | 306 170           | 15,31 %  |
| Итого          | 2 000 997         | 100,00 % |

## Говоры Ленинградской области
Традиционные говоры русскоязычного населения Ленинградской области относятся к севернорусскому наречию.
Различаются следующие типы говоров:
- новгородские (говоры западных районов Ленинградской области (к западу от реки Волхов);
- ладого-тихвинские (говоры восточных районов Ленинградской области (к востоку от реки Волхов).

Русские говоры, существовавшие до 1917 года на Карельском перешейке с генетической точки зрения относились к новгородским со значительным влиянием псковских говоров. Ныне их можно охарактеризовать как говоры нового формирования (смешанные).
Особняком стоят говоры Всеволожского района, а также Санкт-Петербурга, по своей основе являющиеся новгородскими с влиянием среднерусских говоров, а также западно-европейских языков.

## Населённые пункты
Населённые пункты с численностью населения более 10 тысяч человек
| Мурино       | город | ↗116 293 |
| Гатчина      | город | ↘91 514  |
| Всеволожск   | город | ↗78 533  |
| Сертолово    | город | ↗72 273  |
| Выборг       | город | ↘70 443  |
| Кудрово      | город | ↗68 384  |
| Сосновый Бор | город | ↗63 746  |
| Тихвин       | город | ↘53 778  |
| Кириши       | город | ↘49 235  |
| Кингисепп    | город | ↘48 355  |
| Волхов       | город | ↘37 337  |
| Луга         | город | ↘36 454  |
| Бугры        | город | ↗34 617  |
| Сланцы       | город | ↘32 984  |

| Тосно           | город   | ↘31 676 |
| Кировск         | город   | ↗27 083 |
| Коммунар        | город   | ↗25 830 |
| Новое Девяткино | деревня | ↗25 828 |
| Отрадное        | город   | ↗25 290 |
| Янино-1         | пгт     | ↗24 115 |
| Тельмана        | город   | ↘23 407 |
| Никольское      | город   | ↘21 186 |
| Пикалёво        | город   | ↘19 830 |
| Лодейное Поле   | город   | ↘18 394 |
| Приозерск       | город   | ↘17 920 |
| Рощино          | пгт     | ↗16 515 |
| Подпорожье      | город   | ↘15 324 |
| Бокситогорск    | город   | ↘15 292 |

| Колтуши         | город | ↗14 954 |
| Вырица          | пгт   | ↘14 788 |
| Шлиссельбург    | город | ↗13 872 |
| Светогорск      | город | ↘13 296 |
| Сиверский       | пгт   | ↘13 018 |
| имени Свердлова | пгт   | ↗12 816 |
| Кузьмоловский   | пгт   | ↘12 727 |
| Сясьстрой       | город | ↘12 229 |
| Новоселье       | пгт   | ↗11 711 |
| Волосово        | город | ↘11 293 |
| Ульяновка       | пгт   | ↘11 191 |
| Мга             | пгт   | ↗11 119 |
| имени Морозова  | пгт   | ↘10 344 |

## Общая карта
Легенда карты (при наведении на метку отображается реальная численность населения):
|  | От 50 000 до 120 000 чел. |
|  | от 20 000 до 50 000 чел.  |
|  | от 10 000 до 20 000 чел.  |
|  | от 5000 до 10 000 чел.    |
|  | от 3000 до 5000 чел.      |